# Pararrhinactia parva
Pararrhinactia parva là một loài ruồi trong họ Tachinidae.